# Statendam (Schiff, 1957)
Die Statendam (IV) war ein 1957 in Dienst gestelltes Passagierschiff der niederländischen Reederei Holland-America Line für den Liniendienst von Rotterdam nach New York und der vierte Neubau der Reederei mit diesem Namen. Das ab 1966 ausschließlich für Kreuzfahrten eingesetzte Schiff blieb bis 1982 für Holland America im Dienst und wechselte anschließend unter dem Namen Rhapsody an den französischen Anbieter Paquet Cruises. Ab 1986 war es als Regent Star für Regency Cruises in Fahrt. Nach der Insolvenz von Regency Cruises im November 1995 lag die Regent Star ungenutzt in Griechenland. Nach neun Jahren Liegezeit wurde die ehemalige Statendam ab April 2004 unter dem Namen Harmony 1 im indischen Alang verschrottet.
Die Statendam war zum Zeitpunkt ihrer Indienststellung die zweitgrößte Einheit der Holland-America Line nach der Nieuw Amsterdam. Als erstes Schiff der Reederei absolvierte sie 1958 eine Weltreise.

## Planung und Bau

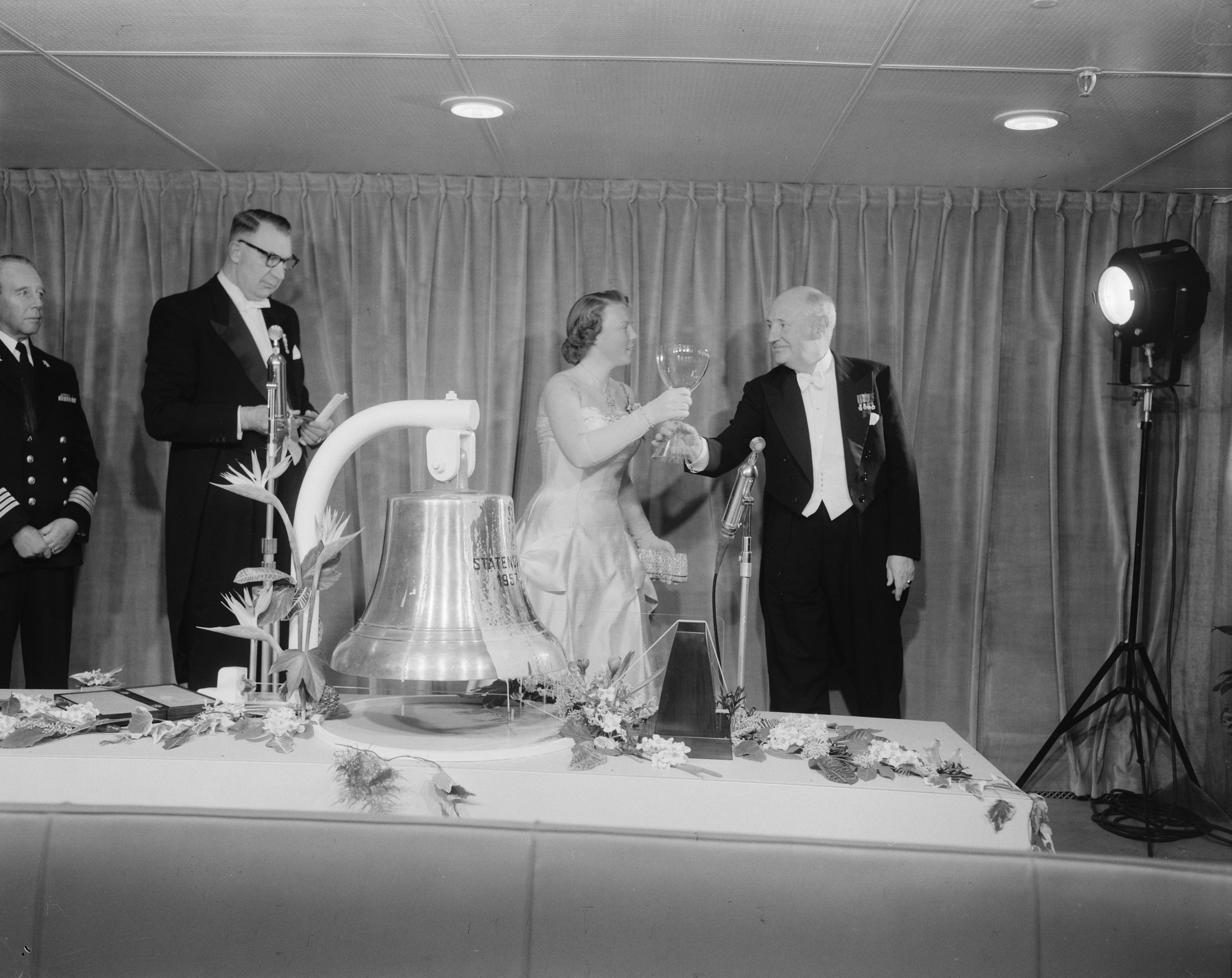
Prinzessin Beatrix während der Taufe der Statendam am 23. Januar 1957

Die Holland-America Line plante seit 1953 ein neues großes Passagierschiff zur Ergänzung der kleineren, 1951 und 1952 in Dienst gestellten Ryndam und Maasdam. 1954 nahm der Entwurf erste Formen an. Das neue Schiff sollte nicht nur größer, schneller und eleganter, sondern auch weitaus luxuriöser als die anderen Einheiten in der Flotte werden. Die Statendam wurde unter der Baunummer 753 bei Wilton-Fijenoord in Schiedam in Auftrag gegeben. Sie entstand nicht wie die meisten Schiffe ihrer Zeit auf einer Slipanlage, sondern in einem Trockendock. Am 12. Juni 1956 fand der Stapellauf der Statendam statt, bei dem lediglich das Dock geflutet und das Schiff zum Ausrüstungsdock geschleppt wurde. Der Stapellauf fand ohne große Feierlichkeiten statt, da der Name erst vor der Indienststellung bekanntgegeben wurde und deshalb keine Taufzeremonie stattfand. Die Probefahrt mit insgesamt 264 Werftarbeitern sowie Mitarbeitern der Holland-America Line fand am 15. Dezember 1956 statt, verlief allerdings nicht ohne Probleme: Nachdem die Statendam bereits in der Nacht durch einen schweren Sturm musste, fiel am Morgen des 16. Dezember die Maschinenanlage aus, weshalb das Schiff am 17. Dezember von fünf Schleppern zur Reparatur in den Hafen gebracht werden musste. Am 14. Januar 1957 fand die zweite Testfahrt mit nun 476 Personen an Bord statt, die dieses Mal ohne Zwischenfälle verlief. Auf dieser zweiten Fahrt wurde die Statendam am 19. Januar von der ebenfalls an Bord eingeladenen Kronprinzessin Beatrix offiziell getauft. Sie war das vierte Schiff der Reederei, das diesen Namen trug. Der Name Statendam stammt von der gleichnamigen Bauerschaft.

## Dienstzeit

### Holland-America Line

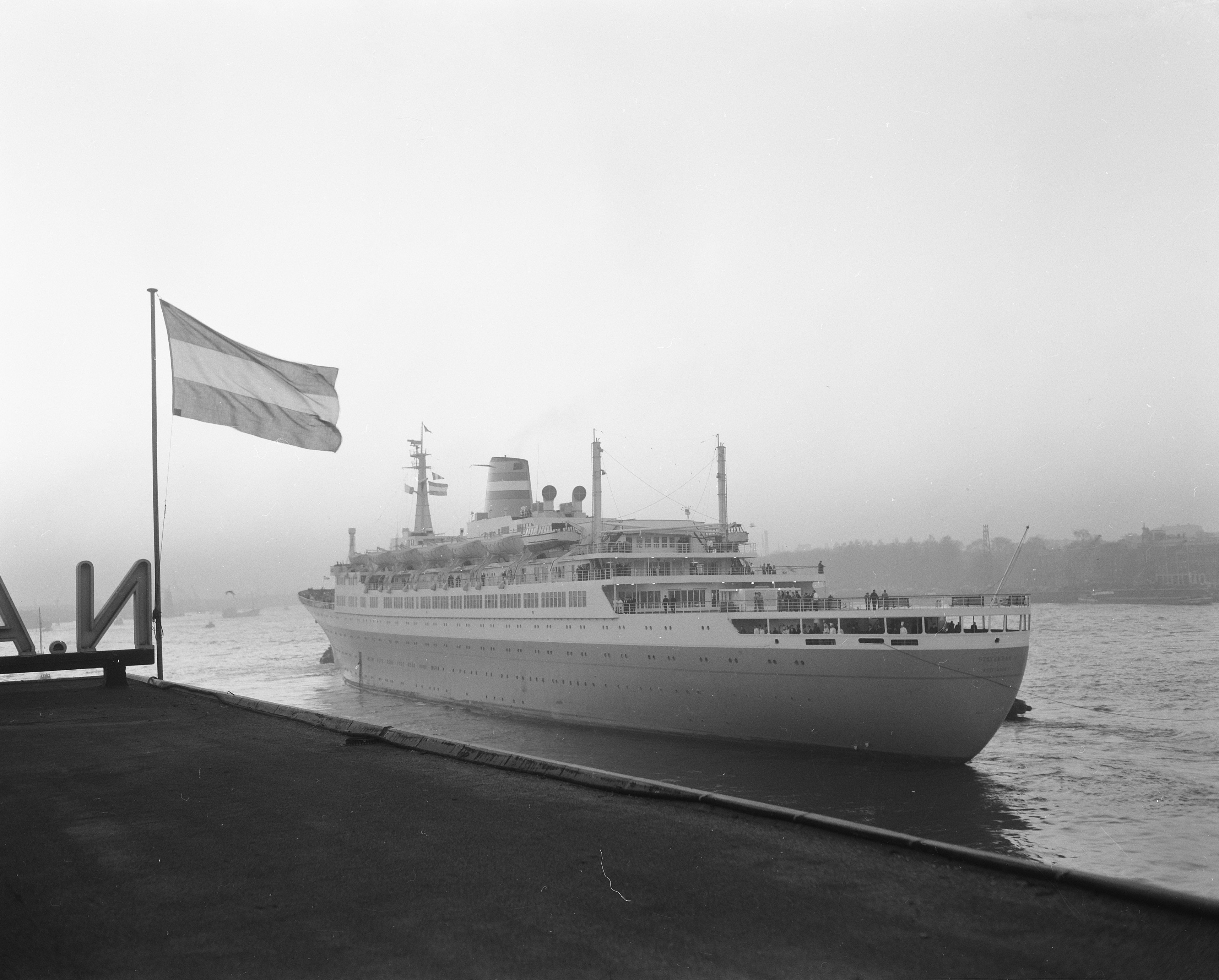
Die Statendam auf Probefahrt im Januar 1957

Am 23. Januar wurde das Schiff schließlich von der Holland America Lijn übernommen und am 6. Februar auf der Strecke von Rotterdam nach New York in Dienst gestellt.
Da die beiden Vorgängerschiffe Ryndam und Maasdam vor allem im Bereich der Touristenklasse hohe Auslastungen erzielen konnten, wurde die Statendam vorwiegend mit Kabinen aus dieser Kategorie ausgestattet, während es in der ersten Klasse nur Kapazität für 84 Passagiere gab. Ein Novum war dabei die hochwertige Ausstattung: 90 Prozent der Kabinen besaßen ein eigenes Bad mit Dusche und Toilette. Das Schiff wurde außerdem auch dafür konzipiert, in den Wintermonaten für Kreuzfahrten eingesetzt werden zu können.
Neben ihrem Einsatz im Liniendienst wurde die Statendam in den Wintermonaten, wie bereits bei ihrer Konstruktion geplant, auch für Kreuzfahrten genutzt. So war sie im Januar 1958 das erste Schiff der Holland-America Line, das zu einer insgesamt 110-tägigen Weltreise aufbrach.
Nachdem der Liniendienst nach New York unrentabel wurde, wechselte die Statendam ihr Einsatzgebiet und war seit 1966 ausschließlich für Kreuzfahrten im Einsatz. Am 7. November 1967 war sie gemeinsam mit ihrer Flottenschwester Maasdam das erste Schiff der Reederei, das den Hafen von Sydney anlief. Im September 1971 ging sie zur Modernisierung in die Werft. Die bisher in zwei Klassen eingeteilten öffentlichen Bereiche wurden für den Kreuzfahrtdienst ohne Klassentrennungen umgebaut. Ein Teil der geschlossenen Promenaden wurde entfernt, um die Lounges und Aufenthaltsräume zu erweitern. Außerdem wurde ihr bislang grauer Rumpf in einem dunklen Blau gestrichen. Sie war das erste Schiff der Holland America-Line, das diesen bis heute verwendeten Rumpfanstrich bekam. Im Februar 1972 kehrte sie schließlich in den Dienst zurück.
Im Dezember 1972 wurde das Schiff für eine Konferenz von Wissenschaftlern und Science-Fiction-Autoren genutzt. Anlass war der Start der Raumfahrtmission Apollo 17. Neben den 100 an Bord geladenen Gästen zum Thema Raumfahrt waren auch weitere Prominente anwesend, darunter die US-amerikanische Autorin Katherine Anne Porter. Die für die Holland America-Line mit Verlusten verbundene Fahrt wurde später als Ship-of-Fools-Expedition bezeichnet, was eine Anlehnung an Porters bekanntesten Roman Das Narrenschiff darstellte.
1973 wurde das bisher nur in Europa vermarktete Schiff auch auf dem US-Markt angeboten. Nach weiteren neun Jahren im Dienst für Holland America wurde die Statendam im Oktober 1982 verkauft.

### Paquet Cruises

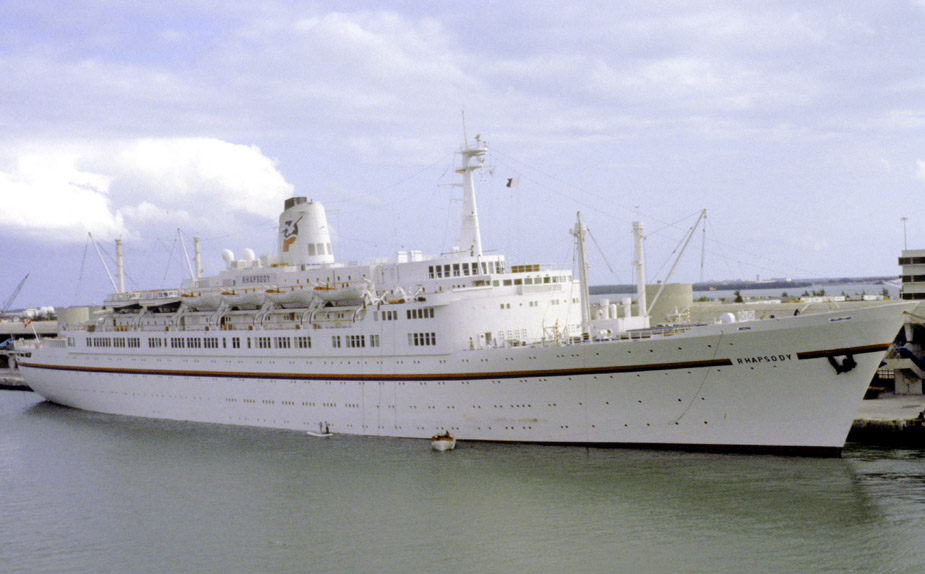
Als Rhapsody in Miami, März 1983

Neuer Eigner wurde die französische Reederei Paquet Cruises. Das Schiff war ab Dezember unter dem Namen Rhapsody für Kreuzfahrten in der Karibik sowie nach Alaska im Einsatz. Zuvor wurde es für mehrere Millionen Dollar modernisiert und teilweise neu eingerichtet. Es entstanden so unter anderem auch mehrere behindertengerechte Kabinen.
Im März 1984 geriet die Rhapsody in die Schlagzeilen, nachdem sie am 28. März während einer Kreuzfahrt vor Grand Cayman auf ein Korallenriff lief und dort die folgenden sechs Wochen festsaß, ehe sie freigeschleppt werden konnte. Die Passagiere wurden bereits kurz nach der Havarie von Bord gebracht und mit Chartermaschinen ausgeflogen. Ein am 2. April mit drei Schleppern angesetzter Bergungsversuch scheiterte. Nachdem die Rhapsody freigeschleppt werden konnte, wurde sie im Juni zur Reparatur nach Galveston überführt und im September 1984 wieder in Dienst gestellt.
Im Februar 1986 gab Paquet den geplanten Verkauf der Rhapsody bekannt. Da außer ihr kein anderes Schiff der Paquet-Flotte außerhalb Europas stationiert war, zog sich die Reederei mit diesem Entschluss komplett vom US-amerikanischen Markt zurück.

### Regency Cruises

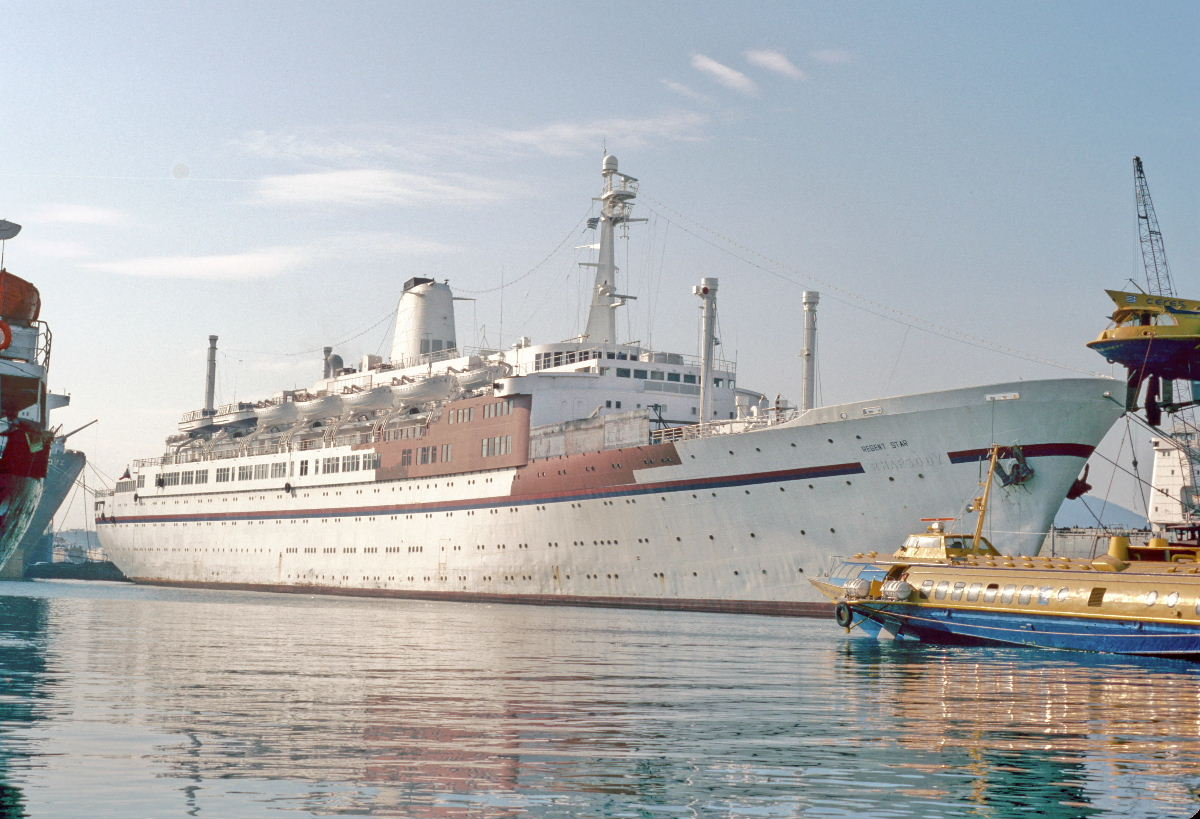
Als Regent Star bei Umbauarbeiten in Perama, 1986

Im Mai 1986 wurde die Rhapsody in Regent Star umbenannt und an die zur Lelakis Group gehörende Reederei Regency Cruises verkauft. Das Schiff wurde nach Perama geschleppt und dort modernisiert sowie mit einer neuen Diesel-Maschinenanlage aus dem ausgemusterten Containerschiff Regent Sky (ehemals Margaret Johnson) von 1970 ausgestattet, das wenig später in der Türkei verschrottet wurde. Ursprünglich plante Lelakis einen Umbau des Containerschiffes für den Kreuzfahrtdienst, weshalb er es angekauft und umbenannt hatte. Zudem erhielt das Schiff durch einen Anbau am Bug zusätzliche Kabinen. Im Juli 1987 trat die Regent Star ihre erste Kreuzfahrt für Regency Cruises an. Das Schiff war unter der Flagge der Bahamas registriert, ihre Offiziere und der Kapitän stammten wie bei allen anderen Einheiten von Regency aus Griechenland. Zu Beginn ihrer Dienstzeit war die Regent Star beim Publikum sehr beliebt und erzielte wie auch die Regent Sea meist eine über neunzigprozentige Kabinenbelegung.
Während ihrer Dienstzeit bei Regency Cruises war die Regent Star sowohl in der Karibik als auch für Kreuzfahrten nach Kanada und Alaska im Einsatz. Sie wurde außerdem nach Südamerika eingesetzt und bot dort gemeinsam mit der Regent Sea Passagen durch den Panama-Kanal an.
Am 22. Juli 1995 brach während einer Kreuzfahrt im Prinz-William-Sund vor Alaska ein Brand im Maschinenraum der Regent Star aus, wodurch das Schiff den Antrieb verlor. Die 1280 an Bord befindlichen Passagiere wurden auf die ehemalige Flottenschwester Rotterdam evakuiert, die dem havarierten Schiff zu Hilfe gekommen war. Brandursache war aus einem defekten Zylinder ausgetretener Treibstoff, der sich entzündete. Genau einen Monat zuvor wurden während einer Kontrolle der United States Coast Guard am 22. Juni mehrere schwerwiegende Mängel an dem Schiff festgestellt.
Nach Reparaturen konnte die Regent Star zwar am 1. September wieder in Dienst gestellt werden, blieb aber nur wenige Wochen in Fahrt. Am 30. Oktober 1995 meldete Regency Cruises Insolvenz an. Das sich zu diesem Zeitpunkt auf einer Kreuzfahrt befindliche Schiff wurde arrestiert und am 1. November 1995 offiziell ausgemustert. Anschließend überführte man es nach Eleusis, wo es aufgelegt und zum Verkauf angeboten wurde. Regency Cruises plante nach seiner Insolvenz eine Reorganisation und einen erneuten Betrieb, was jedoch nicht verwirklicht wurde.

### Aufliegezeit und Verschrottung

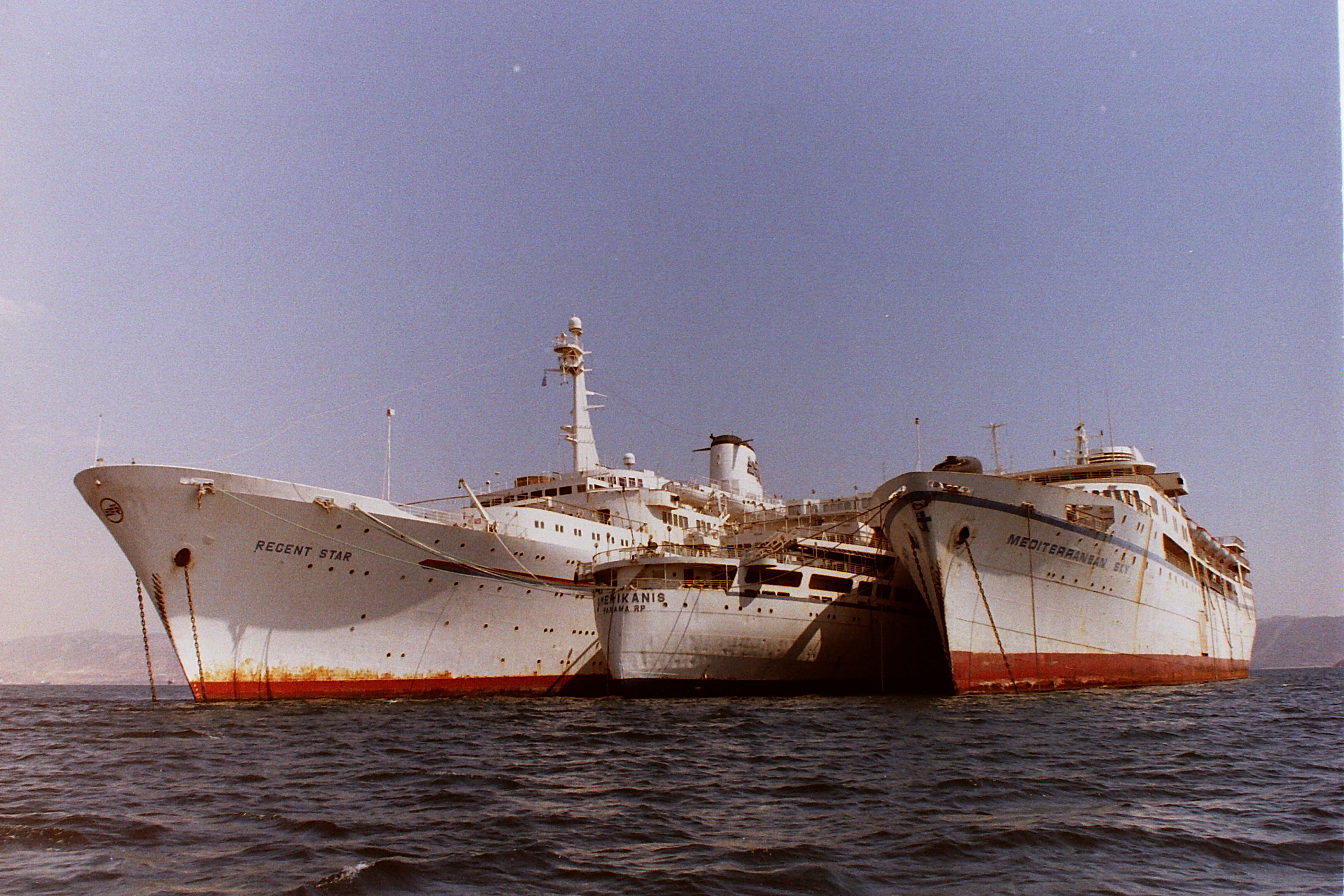
Die aufgelegte Regent Star neben der Amerikanis und der Mediterranean Sky, 2000

In den folgenden Jahren wechselte das Schiff mehrmals den Besitzer, wurde jedoch trotz mehrerer Pläne zur zukünftigen Verwendung nicht wieder in Dienst gestellt. Sie war während ihrer Liegezeit in Eleusis neben zwei anderen klassischen Passagier- und Kreuzfahrtschiffen verankert: Die Amerikanis von 1952 sowie die Mediterranean Sky von 1953. Während die Amerikanis 2001 zum Verschrotten ging, kenterte die Mediterranean Sky 2002 in der Bucht. Anschließend lag sie neben dem 1975 in Dienst gestellten Fährschiff Vega.
Am 14. März 2004 wurde die Regent Star schließlich nach mehr als sieben Jahren unter dem Überführungsnamen Harmony 1 und unter der Flagge von St. Vincent und die Grenadinen ins indische Alang geschleppt, wo sie am 20. April 2004 eintraf und zum Verschrotten auf den Strand gezogen wurde.

## Ausstattung
Zu der Ausstattung der Statendam gehörten neben zwei Speisesälen (bis 1971 in zwei Klassen unterteilt) mehrere Aufenthaltsräume, Bars, ein Lido Cafe, ein Bordshop, eine Showlounge mit Tanzfläche, ein Kartenzimmer, ein Casino sowie ein Theater mit 300 Sitzplätzen. Das Schiff verfügte zudem über zwei Schwimmbecken. Das Schiff wurde in seinem Grundriss bei den Passagiereinrichtungen bis auf die Vergrößerung einiger Aufenthaltsräume und Lounges bei den Umbauten im Jahr 1971 und 1986 nie verändert, nur die Bezeichnungen der einzelnen Räume wechselten je nach Besitzer.

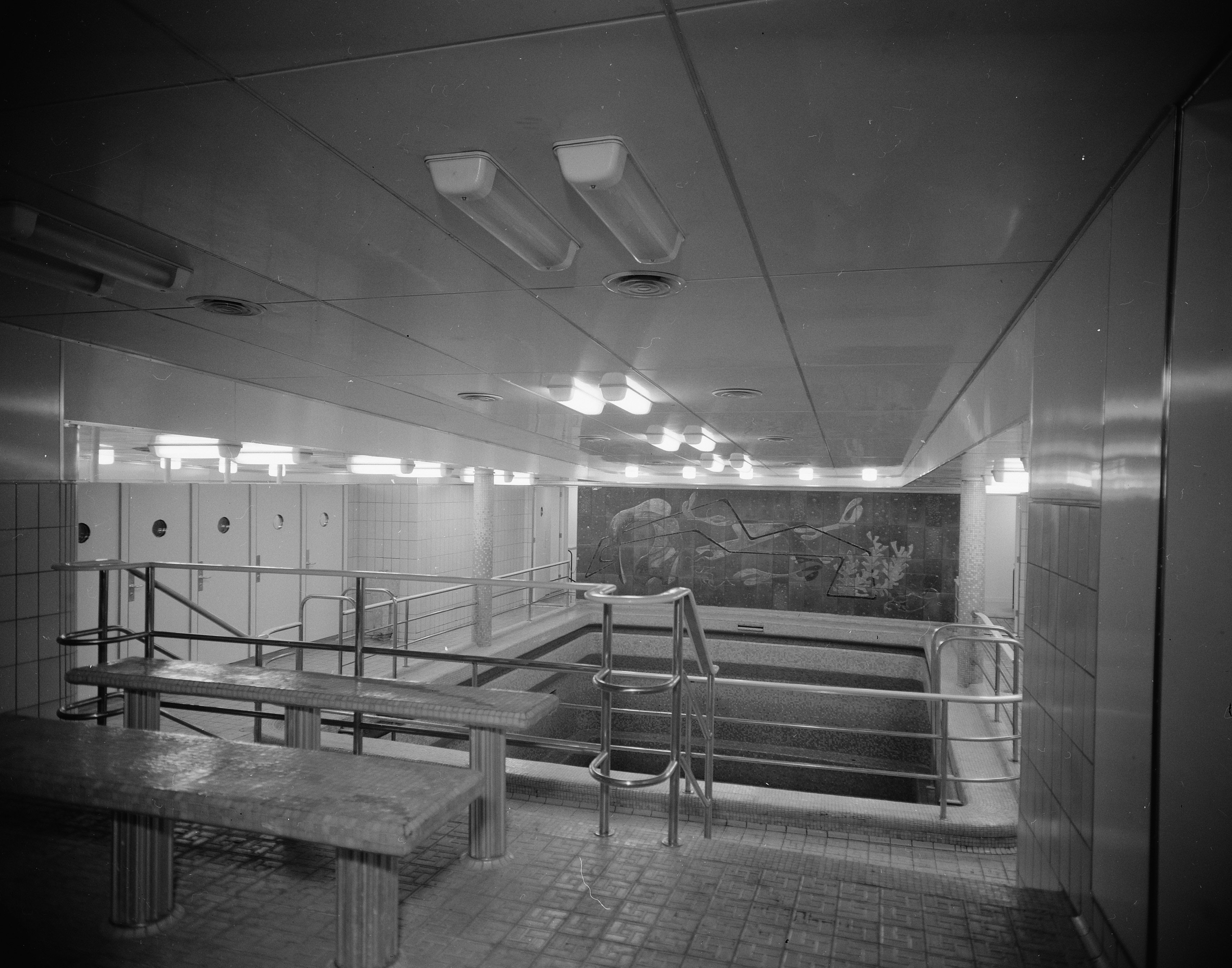
Das Schwimmbad
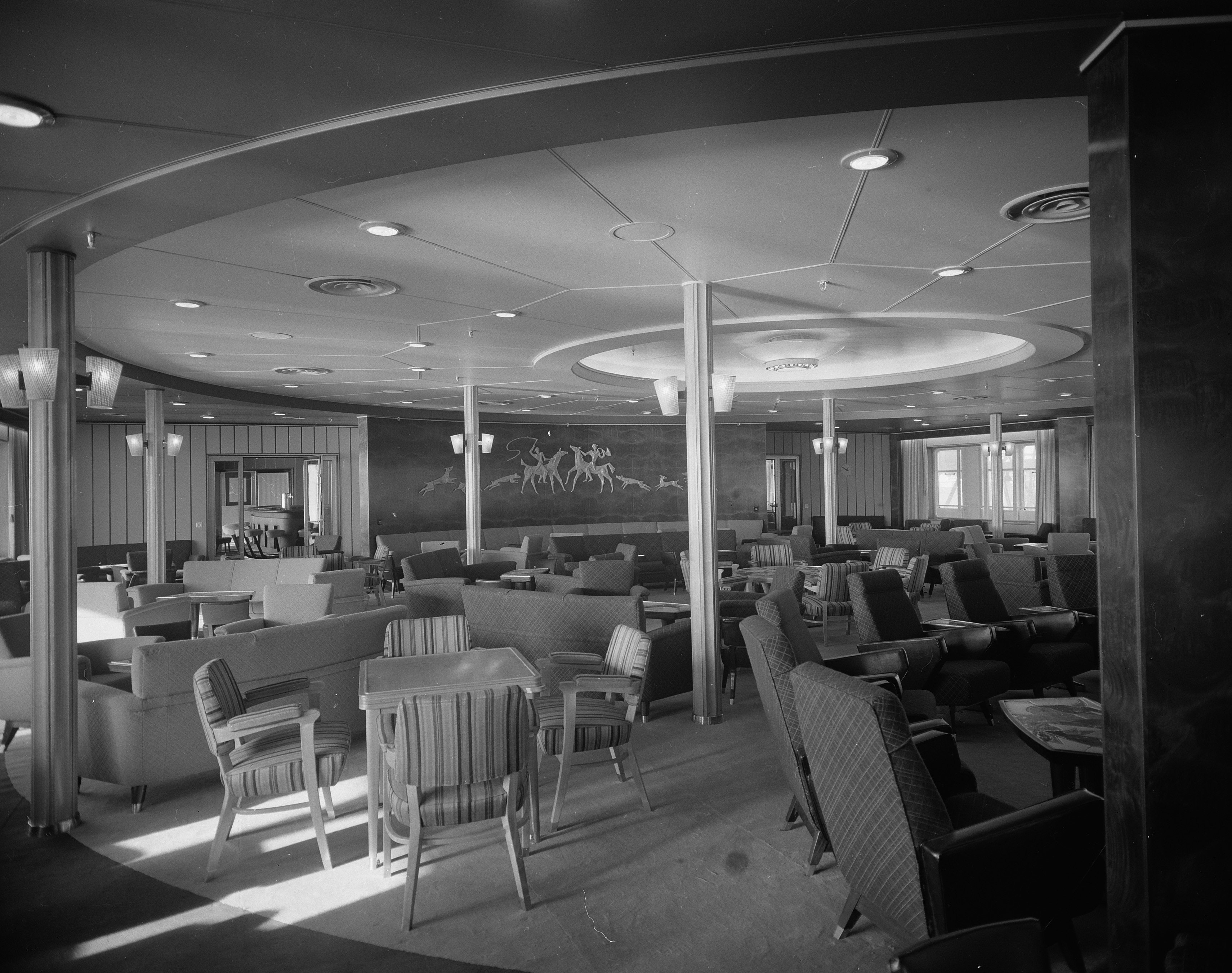
Eine der Lounges
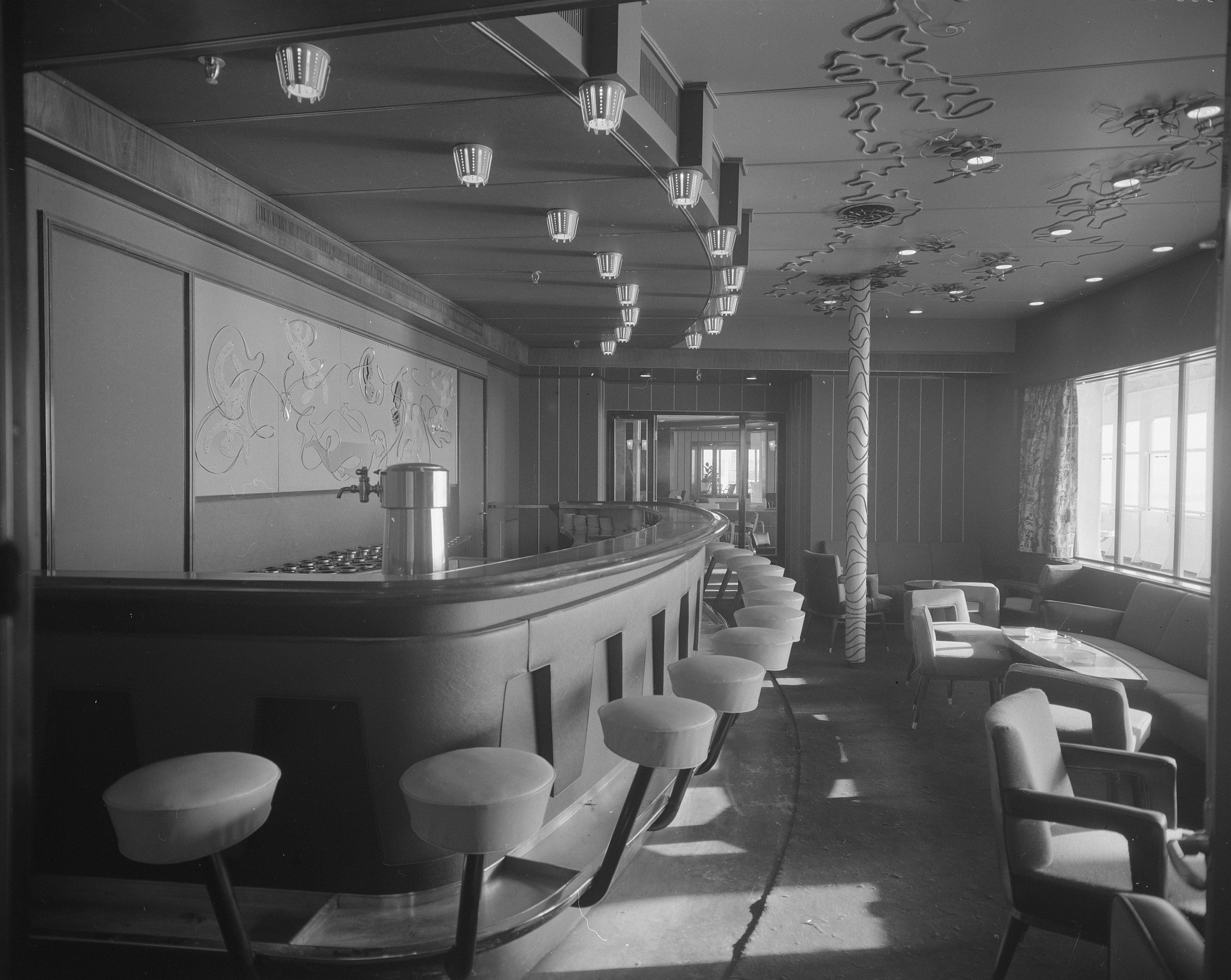
Bar
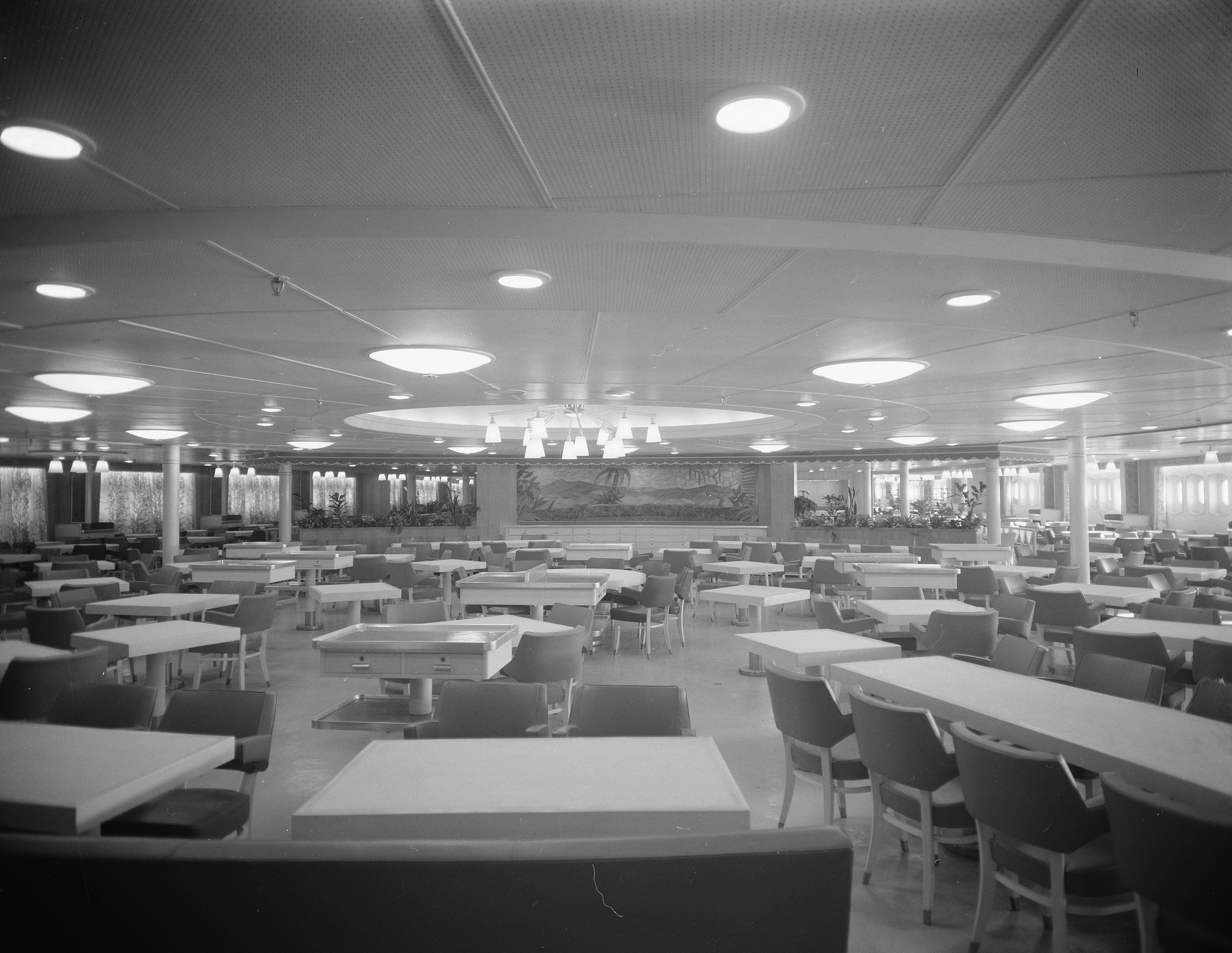
Speisesaal Erster Klasse
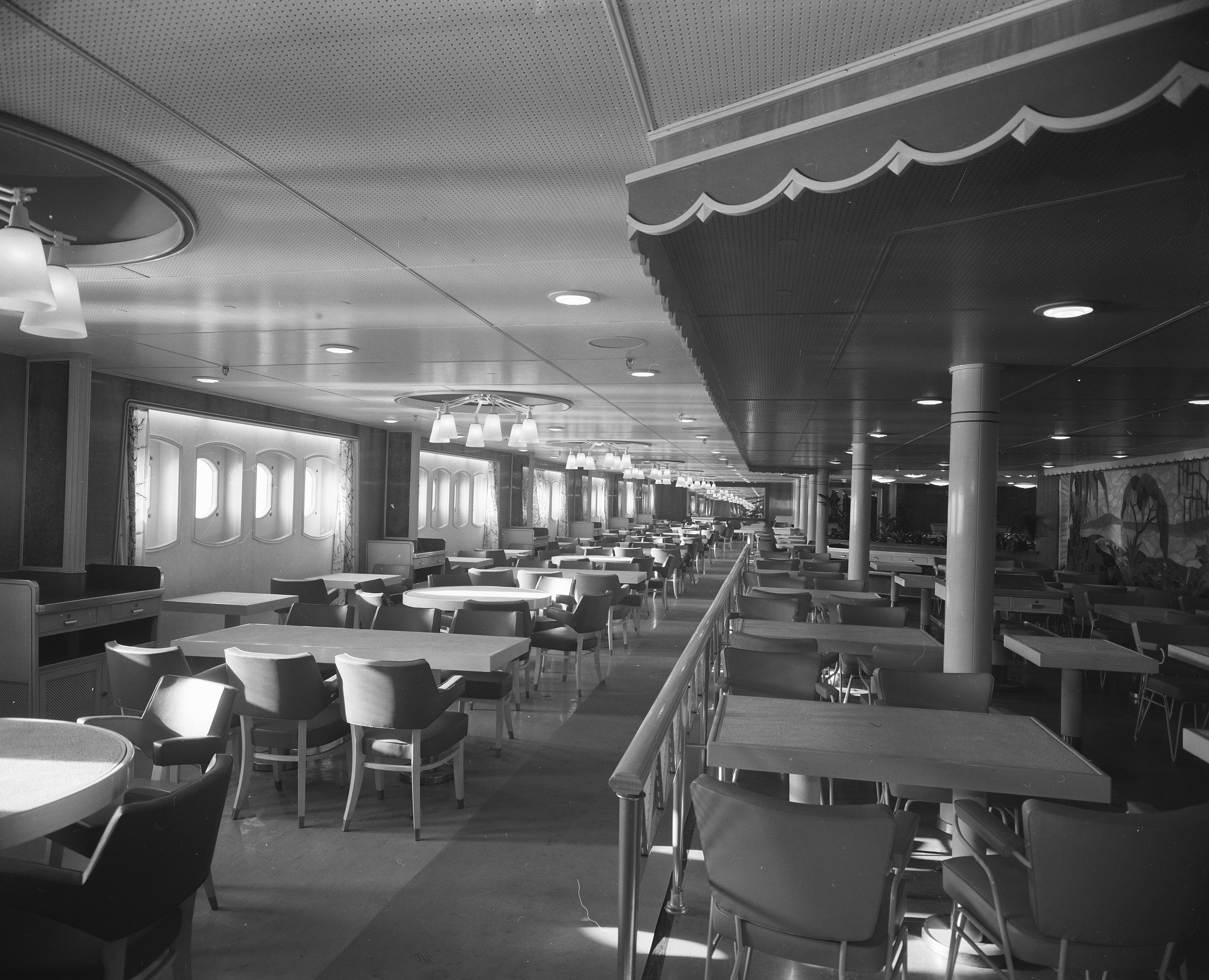
Geschlossenes Promenadendeck

## Nachfolger
1993 erhielt die Statendam mit einem gleichnamigen Neubau (und dem mittlerweile fünften Schiff dieses Namens) einen Nachfolger. Das Schiff blieb bis 2015 im Dienst der Reederei, ehe es als Pacific Eden an P&O Cruises Australia verkauft wurde und dort seitdem für Kreuzfahrten vor Australien im Einsatz ist.
Im Juli 2016 begannen in der italienischen Schiffswerft Fincantieri die Bauarbeiten für die Nieuw Statendam (neue Statendam), die im November 2018 für Holland America in Dienst gestellt werden soll.